# Adolfo Argentino Golz
Adolfo Argentino Golz (Nogoyá, 8 de febrero de 1930-Paraná, 9 de julio de 2020) fue un periodista, y escritor argentino.

## Biografía
Al poco tiempo de nacer sus padres se mudaron a Viena (Austria) en donde transcurrió casi toda su infancia y donde cursó casi todos sus estudios primarios los que completó en la escuela Manuel Belgrano de Paraná igual que sus estudios secundarios en el Colegio Nacional donde obtuvo el título de bachiller.
A los catorce años ya estaba dentro de una redacción en el diario El Noticioso de Paraná haciendo crónicas de fútbol y desde entonces jamás dejó de hacer periodismo. Aunque él tomó como fecha de parto de esta vocación, su época de estudiante cuando en la primaria editaban un diario escolar.
En 1946 fue convocado para trabajar en la sección Deportes en El Diario de Paraná.
Cursó sus estudios universitarios en la carrera de  Literatura y Ciencias de la Educación, especializándose en comunicación social. En la Facultad, fue director de una publicación universitaria.
Ha sido director de las Colecciones Autores de Hoy y Entre Ríos, que editaba Colmegna de Santa Fe y que reunió más de sesenta títulos. Fue secretario fundador de la SADE de Entre Ríos y del Consejo Federal de la misma entidad, llegando a ocupar la vicepresidencia de dicho cuerpo; secretario de cultura del Sindicato de Prensa de Entre Ríos y titular del Comité Ejecutivo de la Fundación Mayorazgo.
En materia periodística ha integrado las redacciones de la mayoría de los medios gráficos de Paraná, llegando a dirigir algunos de ellos; fue corresponsal de diarios, de Rosario, Buenos Aires y del interior de Entre Ríos; desempeñándose también en programas de radio y televisión de la capital entrerriana y Santa Fe.
Colaboró con alrededor de diez publicaciones periodísticas. Se ha desempeñado como Jefe de Comunicaciones del INTA en Entre Ríos y en calidad de tal, fue becario de la OEA en el IICA, en Turrialba (Costa Rica) y en el CIESPAL, en Quito (Ecuador), cumplió una pasantía en la Universidad de San Juan de Puerto Rico y una misión técnica en Australia, esta última en el marco del PNUD de la Naciones Unidas. Asistió a un curso en el Sr. Matías College de Alemania y ha realizado viajes periodísticos por España, Holanda, Francia, Bélgica, Luxemburgo, Austria y Hungría.
Fue asesor cultural de la Clínica Modelo y de la Fundación OSDE, filial del Paraná.
Falleció el 9 de julio de 2020 en Paraná a causa de los problemas derivados de un accidente doméstico.

## Publicaciones
Obras propias:
- 1954: "El hombre incompleto" 1.ª y 2.ª edición (cuentos).
- 1961: "Las exposiciones agropecuarias" (trabajo de investigación).
- 1965: "Las manos del montonero" (recitado).
- 1966: "Ocho cuentos octogonales" (cuentos).
- 1966: "La gargantilla negra" (cuento).
- 1967: "Crónicas de Entre Ríos" (selección).
- 1970: "Todos los hombres, ningún amor" (cuentos).
- 1975: "Compartidarios" (cuentos).
- 1993: "Daniel Elías, el poeta del sol" (ensayo).
- 2001: "Cuentos desde Entre Ríos" (selección).
- 2004: "El mate en aires de coplas" (poesías).
- 2011: "Cuentos desde Entre Ríos" 2.ª edición (selección).
- 2013: "Cuentos con Mates" (cuentos).
- 2013: "El mate en aires de coplas" 2.ª edición (poesías).
- 2015: "100 cuentos surtidos" (cuentos)

Obras en coautoría:
- 1972: "De orilla a orilla" (cuentos).
- 1979: "Cuentan para Usted" (cuentos).
- 1981: "Itinerario entrerriano".
- 1983: "Cuentos para los niños del Litoral".
- 1987: "Diez Cuentistas de la Mesopotamia".

Se halla incluido además, en numerosas antologías como “Antología del humor entrerriano” de María Eugenia Faue, "Historia y Antología de la Poesía Gauchesca" de Fermín Chávez, "Antología Cultural del Litoral Argentino" de Eugenio Castelli, "Entre Ríos y Lomadas" de María Cristina Saluzzi, "39 Cuentistas Argentinos de Vanguardia" de Carlos Mastrágelo, "Lectura Para Vos" de María I. Asensio, "200 años de humos escrito argentino" de Sebastián Varela, "Terruño de las letras", entre otras.

## Distinciones
Entre las principales distinciones literarias y periodísticas obtenidas se destacan:
- Premio "Santa Clara de Asís".
- Faja de Honor de la SADE (Sociedad Argentina de Escritores).
- Premio "El Cimarrón Entrerriano" (Gobierno de Entre Ríos)
- Premios "F. Antonio Rizzutto", de la Asoc. de Prensa Técnica Argentina.
- Premio "Hipólito Vieytes" de la Soc. Rural Arg. y de CAPA.
- Premio Fundación CERIEN.
- Premio "Cesáreo Bernaldo de Quirós" de la Fundación Caja Nac. de Ahorro y Seguro.
- Premio "Andrés Bello" de la U.N.R.
- Reconocimiento de "El Diario" de Paraná,
- Premio "Fray Mocho" (2.ª Mención).
- Reconocimiento de "El Territorio" de Posadas;
- Primer Premio a la Excelencia de IADE (Instituto Argentino para el Desarrollo Económico), en dos oportunidades.
- Supremo de Honor de la Popularidad de ADE (Asociación Dirigentes de Empresas).
- Premio Escenario Diario Uno a la "Trayectoria".

A posteriori los Concejos Deliberantes de Paraná y Nogoyá lo declararon Ciudadano Destacado de las respectivas comunas, así mismo la Cámara de Diputados de Entre Ríos y la Municipalidad de Paraná le otorgaron el "Reconocimiento al Mérito" por su trayectoria en el periodismo y en la literatura. En ocasión de celebrarse el Día del Periodista el 7/7/2016, el Honorable Concejo Deliberante de Paraná, lo designó Ciudadano Ilustre. Fue reconocido por el Congreso de la Nación Argentina como un "Mayor Notable" de la Argentina.
- El 9 de mayo de 2017 el Honorable Senado de la Nación le otorgó la máxima distinción de ese cuerpo, que es la Mención de Honor "Senador Domingo Faustino Sarmiento".